# Eisothistos neoanomalus
Eisothistos neoanomalus là một loài chân đều trong họ Expanathuridae. Loài này được Shyamasundari, Kumari, Rao & Mary miêu tả khoa học năm 1991.